# Huanuni
Huanuni – miasto w Boliwii, położone we wschodniej części departamentu Oruro.

## Opis
Miejscowość została założona 15 listopada 1912 roku. Przez miasto przebiega droga krajowa R6.

## Religia
W Huanuni działa zbór Świadków Jehowy i Kościoła Adwentystów Dnia Siódmego.

## Demografia
.